# Гуор Маријал
Гуор Маријал (енгл. Guor Marial; Пан де Тон, 15. април 1984) је атлетичар из Јужног Судана који наступа у дисциплини маратон. Рођен је 15. априла 1984. године у месту Пан де Тон у вилајету Ел Вахда. Са 15 година је пребегао са ујном у Египат, а потом је отишао у САД, због грађанског рата. Дипломирао је на Универзитету у Ајови.

## Биографија
Током 1994, кад је имао осам година, Маријал је побегао из избегличког кампа током грађанског рата у Судану. Током сукоба погинуло је 28 чланова његове породице, међу којима осморо браће и сестара.. Пребегао је у Египат, а затим у САД, где је добио статус избеглице. Од шеснаесте године живи у граду Флагстаф у Аризони. У Њу Хемпширу је наступао за средњошколску атлетску секцију, а дипломирао је на Универзитету у Ајови

## Учешће на ЛОИ 2012.
Маријал је испунио А-олимпијску норму резултатом 2:14,32, међутим због тога што нема држављанство нити САД нити Јужног Судана, није био у могућности да наступа ни за једну државу. МОК је одлучио да му дозволи наступ на Олимпијским играма у Лондону, али као независном учеснику под олимпијском заставом.
Гуор је учествовао је под олимпијском заставом на маратону и завршио на 47. месту уз резултат 2:19:32.. Олимпијски комитет Судана је понудио Маријалу да наступа под њиховом заставом, што је он одбио